# City Life DS
City Life DS est un jeu vidéo de gestion sorti le 5 septembre 2008 sur Nintendo DS. Ce jeu a été développé par Wizarbox et édité par Focus Home Interactive.

## Accueil
- Jeuxvideo.com : 15/20[2]